# Église Saint-Éloi de Saint-Quentin
L'église Saint-Éloi est située à Saint-Quentin, dans l'Aisne.

## Description
L'église Saint-Éloi de Saint-Quentin est construite en brique, elle est de style néo-gothique. Le portail de la façade principale est construit en pierre. Il est surmonté d'une rosace, copie d'une des roses de la basilique de la ville, rosace elle-même surmontée par un clocher qu'on ne distingue pas de la maçonnerie.

## Galerie d'images

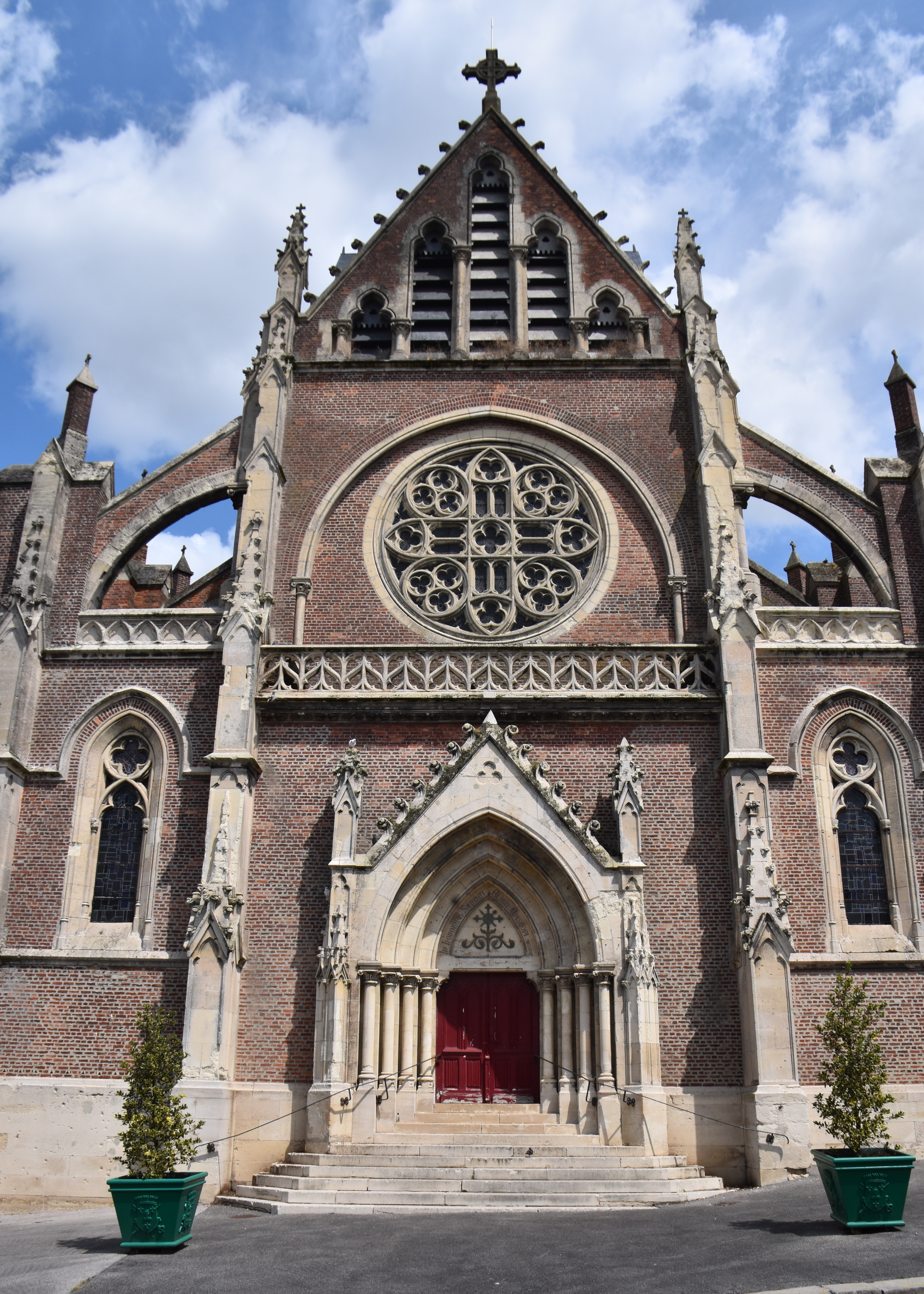
La façade.
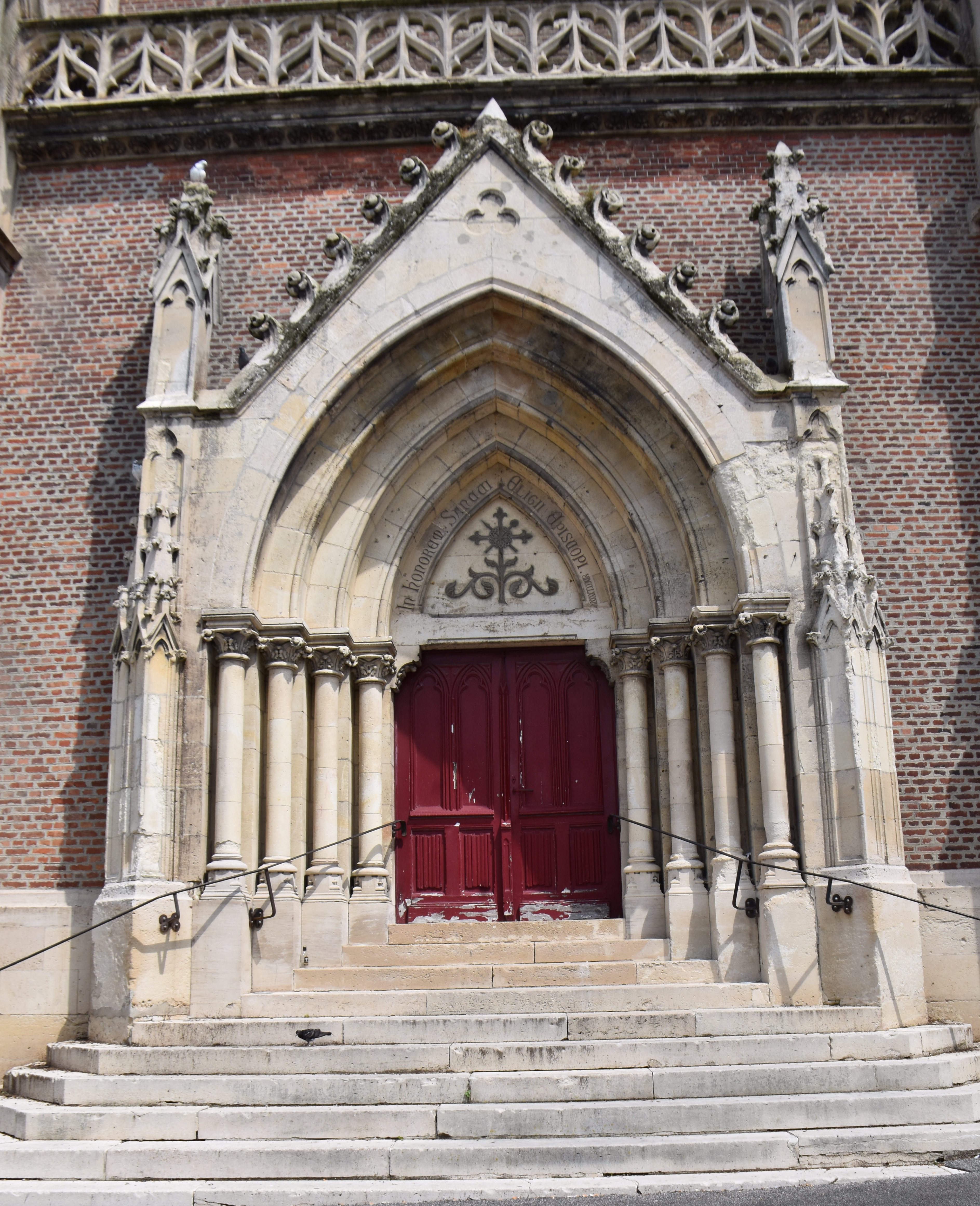
Le portail.
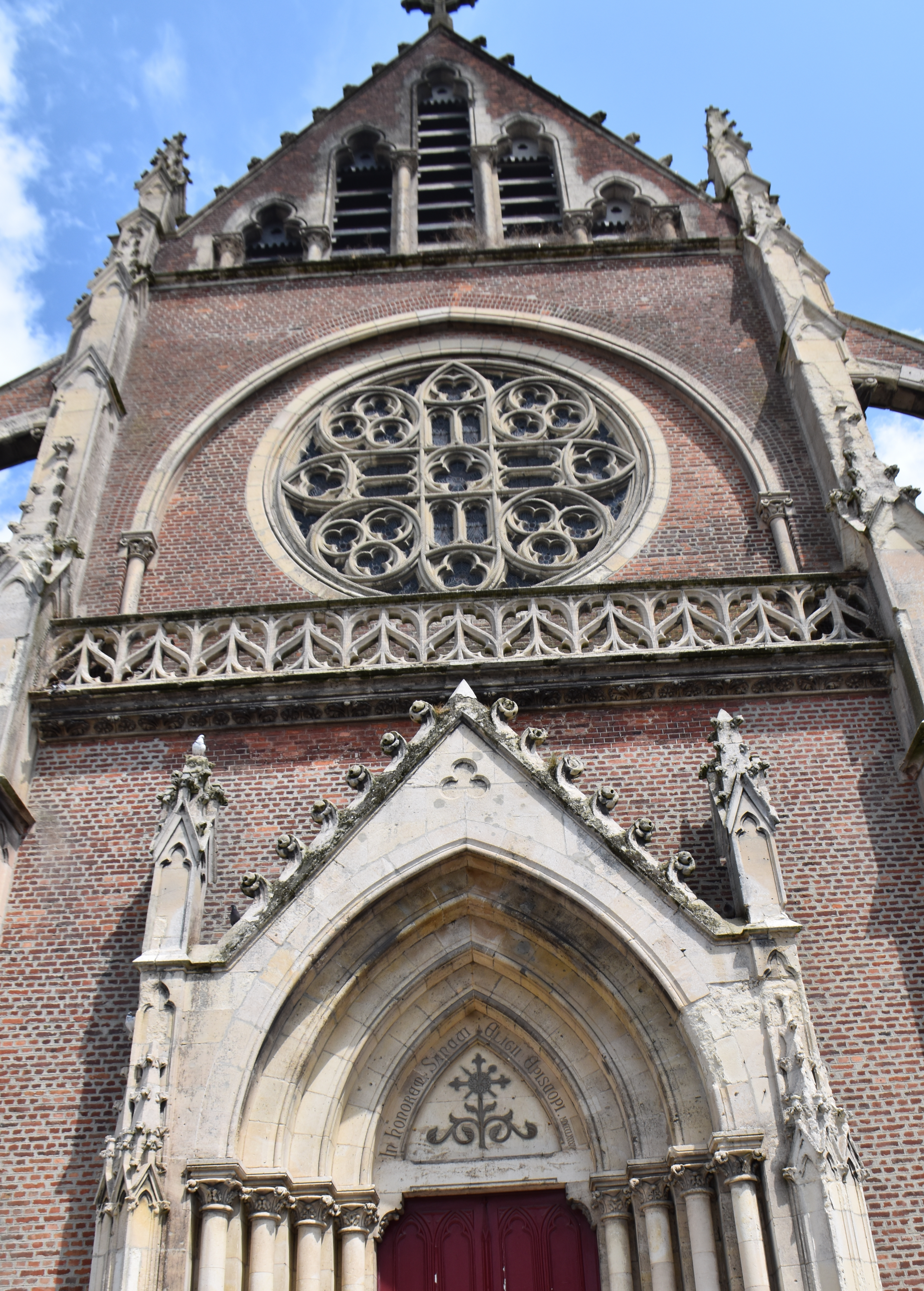
La façade.
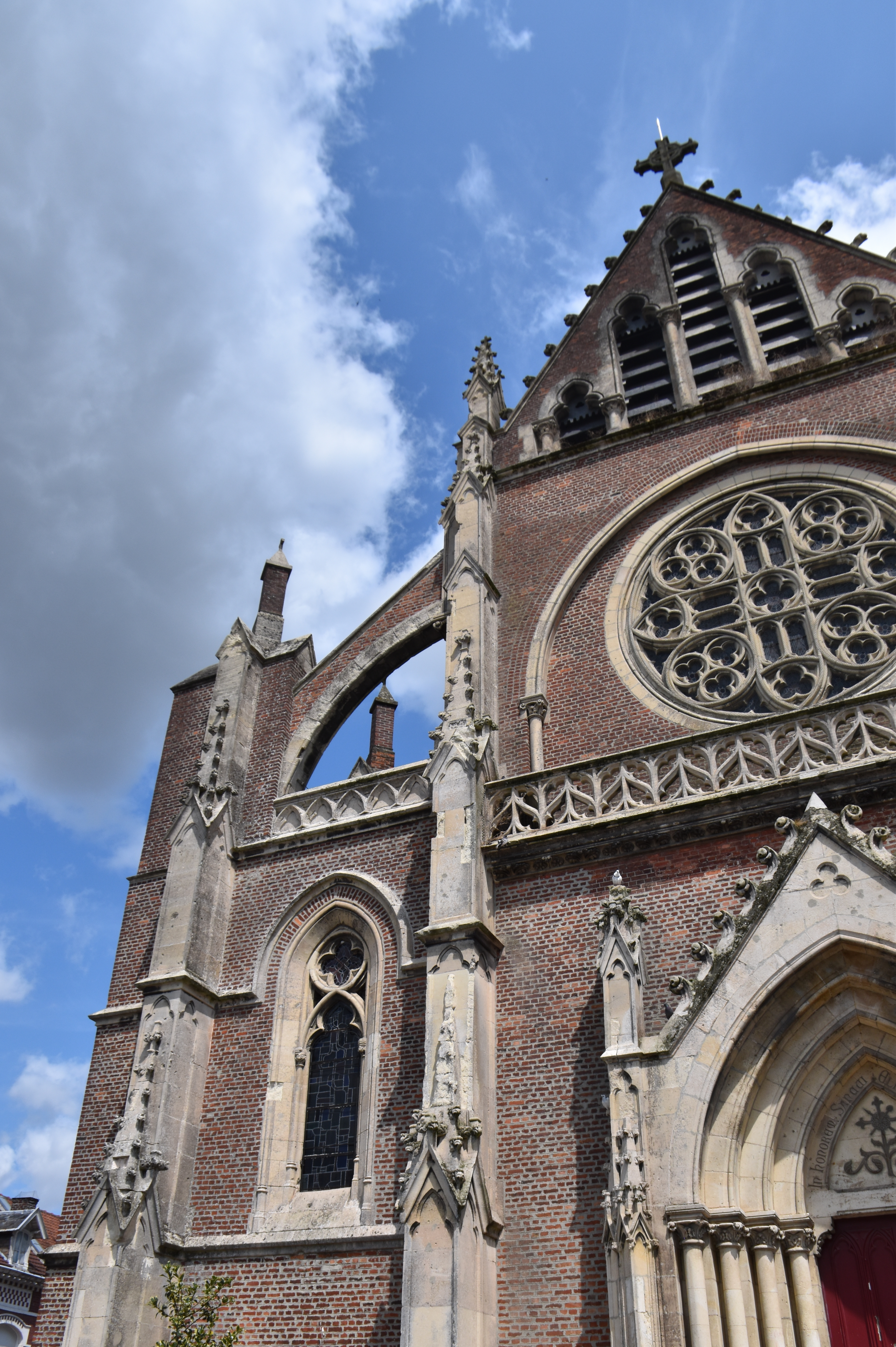
Vue des arc-boutants.
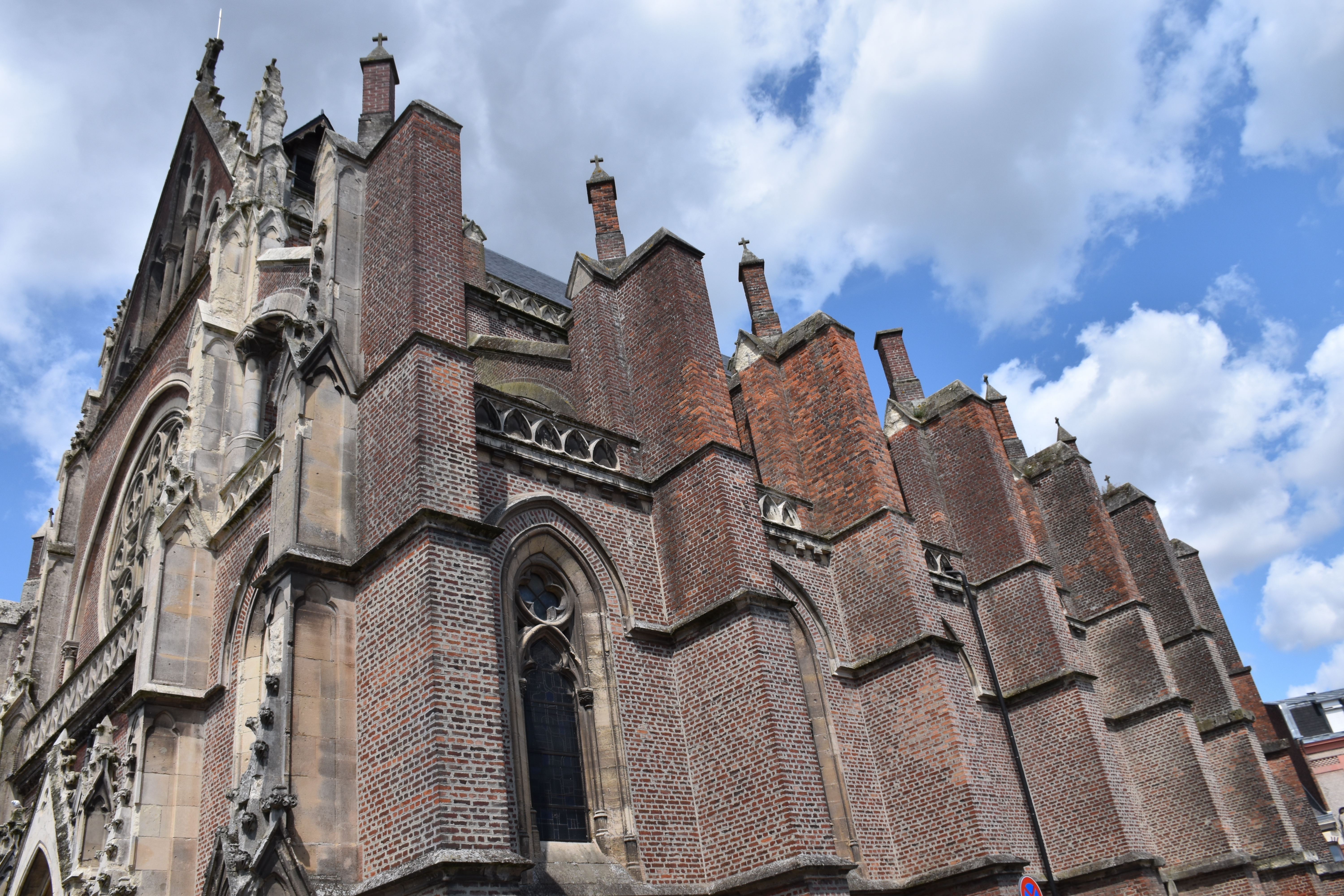
Vue des contre-forts.